# Всероссийская социально-революционная организация
Всероссийская социально-революционная организация (Кружок москвичей) — группа революционеров-народников из интеллигентов и рабочих Москвы, которая впервые начала активную агитацию среди рабочих. Рабочих народники считали посредниками между интеллигенцией и крестьянами.

## История
Группа зарождалась в 1874 году в Цюрихе; среди её предшественников был кружок «Фричи». В начале 1875 года организация начала работать энергично, и группа интеллигентов и прогрессивных рабочих объединились в революционную народническую группу. 
В группе состояло 50 человек: И. С. Джабадари, Г. Ф. Зданович, А. О. Лукашевич, П. А. Алексеев, И. В. Баринов, Н. Васильев. 
Члены кружка пытались образовать прочное объединение. Они взывали к низложению ныне существующего режима и вводу политических свобод. Свои идеи распространяли в основном в рабочей среде в крупных городах Российской империи: Москва, Тула, Киев, Одесса. Для этого члены группы С. И. Бардина, Б. А. Каминская, Л. Н. Фигнер устраивались на фабрику, где они образовывали кружки из 5-7 рабочих, их готовили для хождения в деревни, где знакомили жителей с идеями организации. 
В апреле 1875 года кружок раскрыли и к осени 1875 года организацию уничтожили. C 21 февраля по 14 марта 1877 года членов группы осудили по процессу 50-ти. Большинство было сослано в Сибирь, троих оправдали, а Сидорацкий Г. П. приговорили к 6 неделям заключения в смирительном доме.